# Seilbahn Punkevní jeskyně – Macocha
Die Seilbahn Punkevní jeskyně – Macocha ist eine Luftseilbahn, die  den Rand der Doline Macocha (Mazocha oder Stiefmutterschlucht) in Tschechien mit dem tiefgelegenen Zugang zu den Punkevní jeskyně (Punkwahöhlen) verbindet. Eigentümer und Betreiber ist die Firma S.M.K., a. s., die auch Hotels und andere touristische Infrastruktur. Die Seilbahn ist seit 1995 in Betrieb.
Weder die enge kleine Straße zu den Punkwahöhlen in dem tief eingeschnittenen Tal noch der Parkplatz am Hotel Skalní Mlýn (Felsenmühle) konnten den zunehmenden Touristenverkehr nach der Wende aufnehmen. Von der einfacheren Straße zu dem Gasthaus Chata Macocha konnte man zwar leicht zum oberen Rand der Doline kommen, nicht aber zum Eingang der Höhlen. Man beschloss daher 1992 an dieser oberen Straße einen großen Parkplatz anzulegen und von dort eine kleine Seilbahn ins Tal zu bauen. Dafür konnte die Straße im Tal schon ab dem Hotel Skalní Mlýn für den Autoverkehr gesperrt werden. Das Projekt stieß zwar auf erheblichen Widerstand, die von Doppelmayr gebaute Seilbahn konnte aber dennoch im Jahr 1995 ihren Betrieb aufnehmen.
Die Talstation liegt auf 362 m.n.m., die Bergstation auf 493 m.n.m. Höhe. Die Seilbahn mit den beiden von CWA gelieferten Kabinen für je 15 Personen überwindet den Höhenunterschied von 131 m auf einer schrägen Länge von 249 m (horizontale Länge: 207 m) und kann 353 Personen pro Stunde befördern.
Technisch gesehen handelt es sich um eine äußerst seltene Einseil-Pendelbahn mit fixgeklemmten Kabinen (MGFJ - monocable gondola fixed grip jigback). Die Kabinen hängen nicht, wie üblich, mit einem Laufwerk an einem Tragseil und werden von einem Zugseil hin- und hergezogen, sondern sind mit einer festen Klemme an dem Förderseil dauerhaft befestigt, das nicht wie bei einer Gondelbahn kontinuierlich umläuft, sondern so hin- und hergezogen wird, dass die beiden Kabinen zwischen den Stationen auf- und abfahren. Die Bergstation besteht aus nicht viel mehr als der großen Umlenkrolle für das Förderseil und einfachen Konstruktionen zum Ein- und Aussteigen. Unmittelbar hinter der Bergstation befindet sich eine Doppelstütze. Die teilweise in den Berg hineingebaute Talstation ist kaum größer als die beiden Gondeln. Sie enthält den elektrischen Antrieb (45 kW) und die hydraulische Seilspannanlage. Das Förderseil hat einen Durchmesser von 41 mm. Die maximale Transportgeschwindigkeit ist 2,5 m/s (9 km/h).

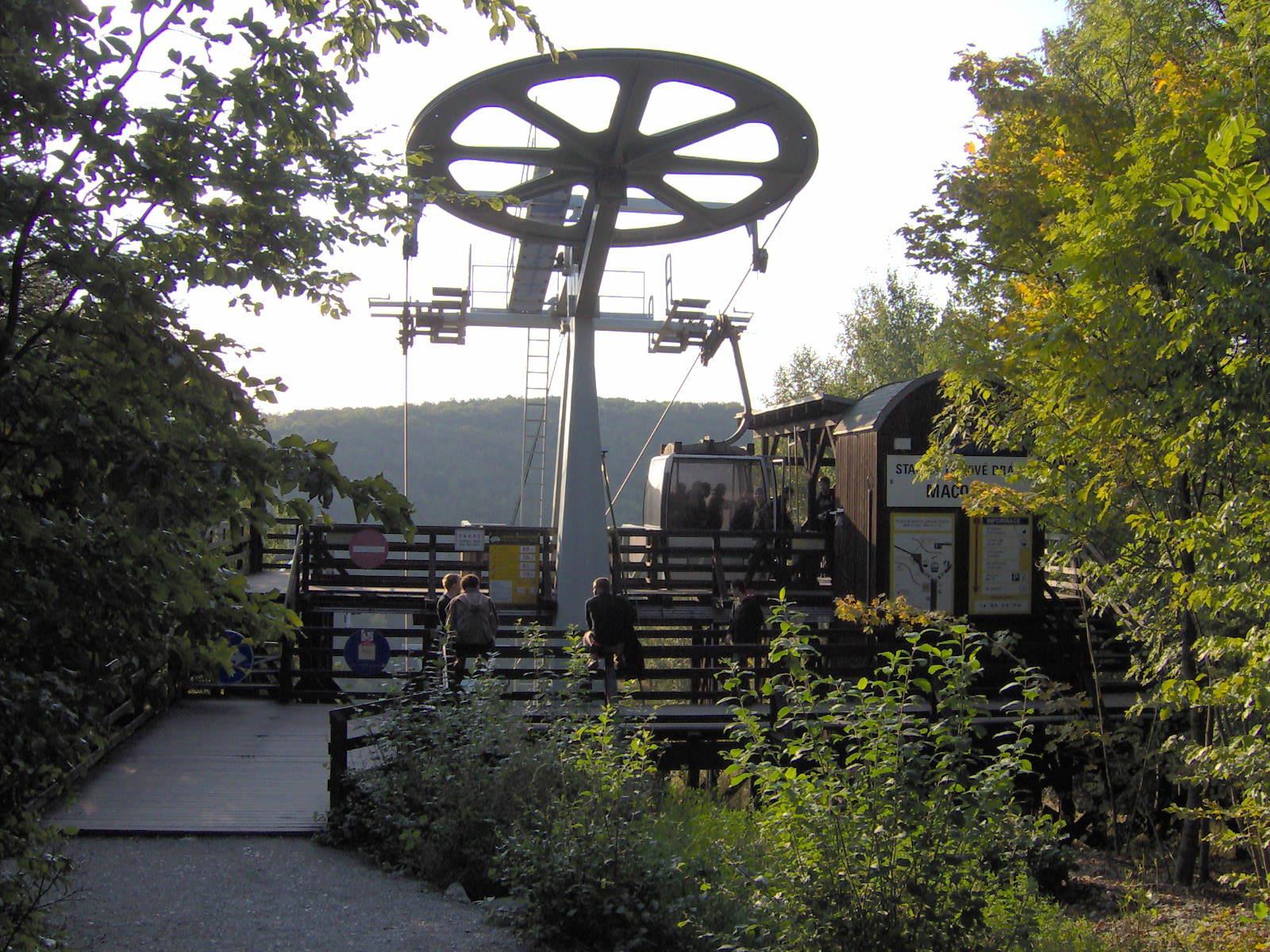
Bergstation
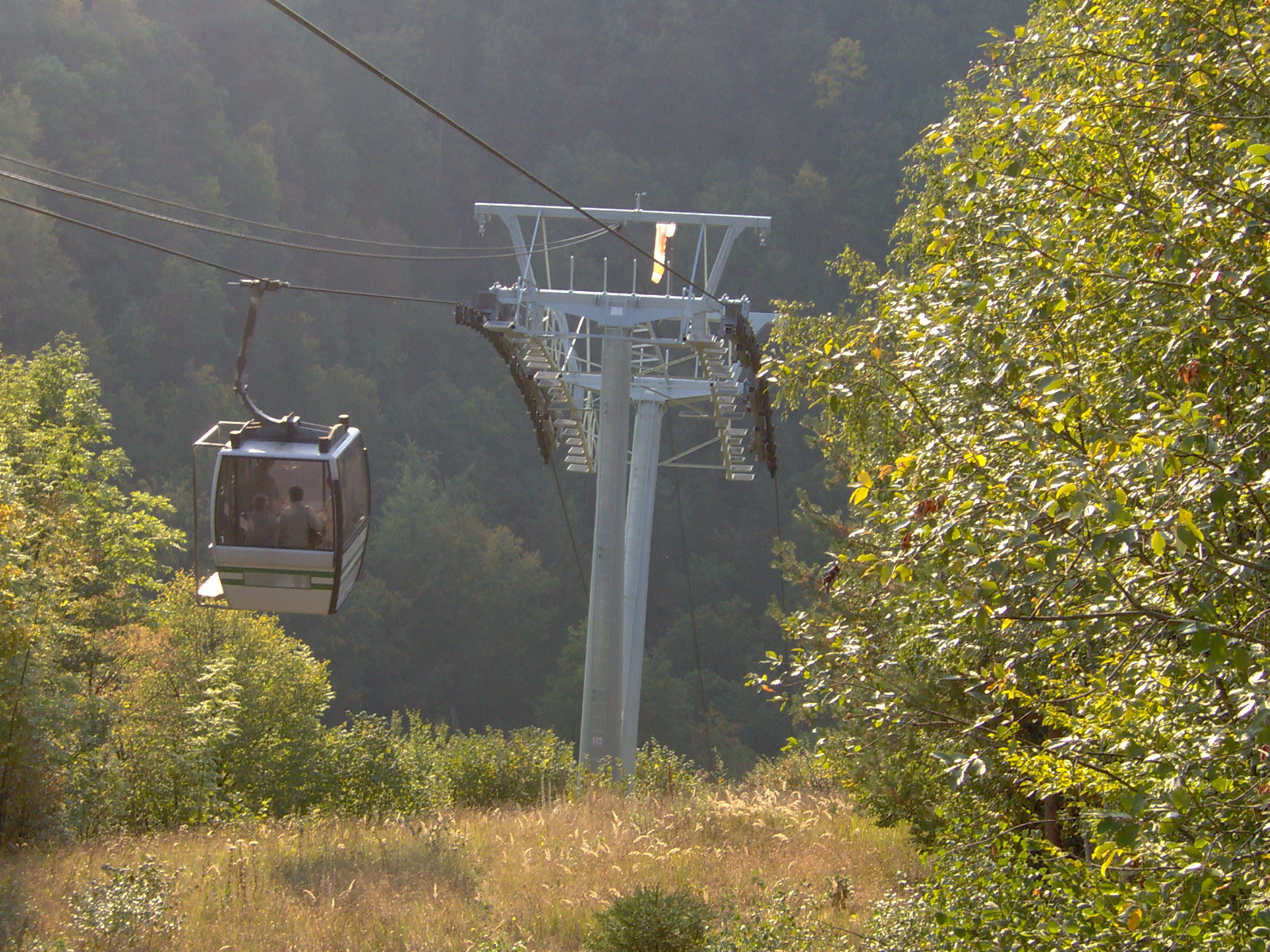
Stütze nach der Bergstation
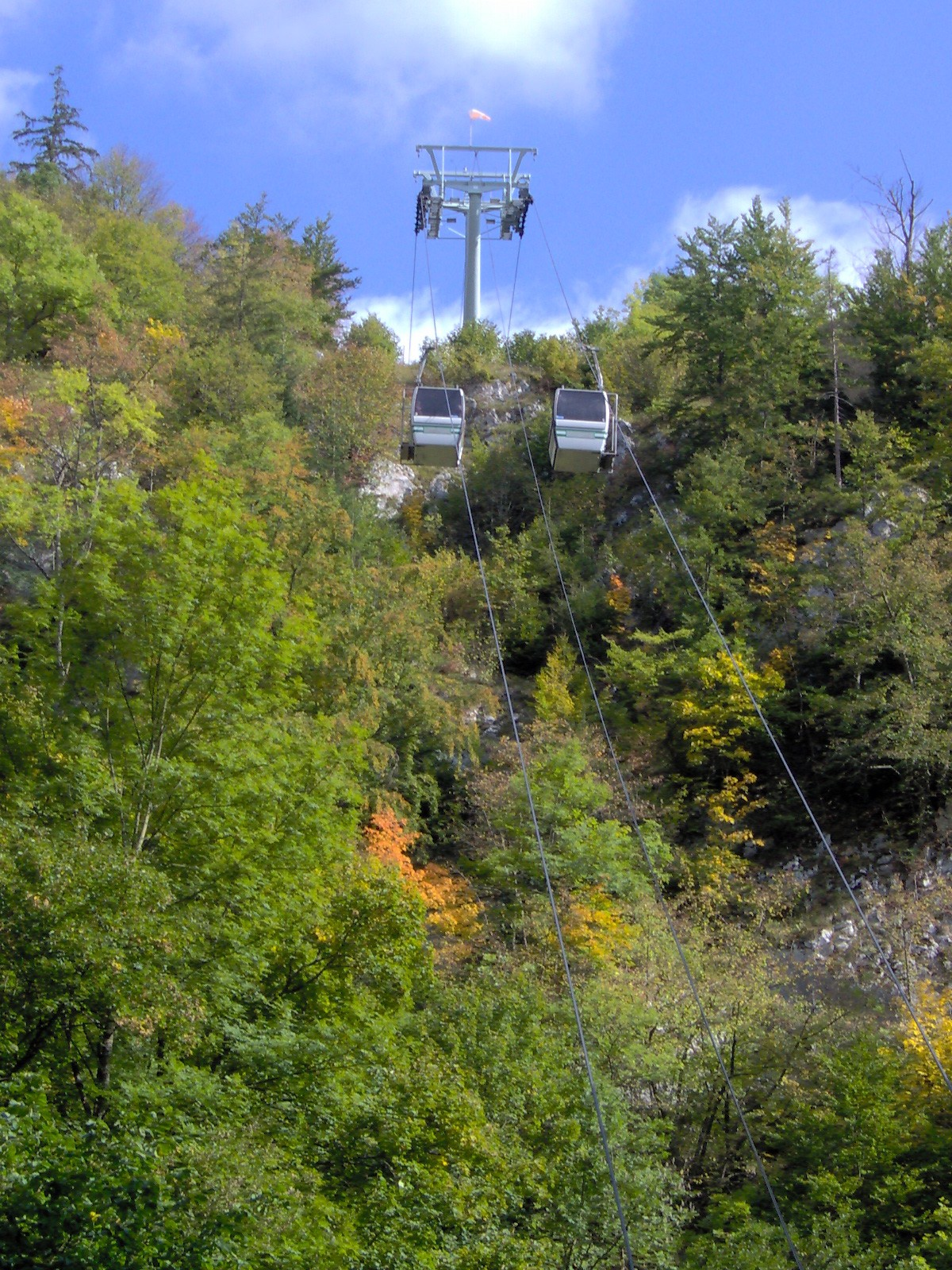
Gondeln auf halber Strecke
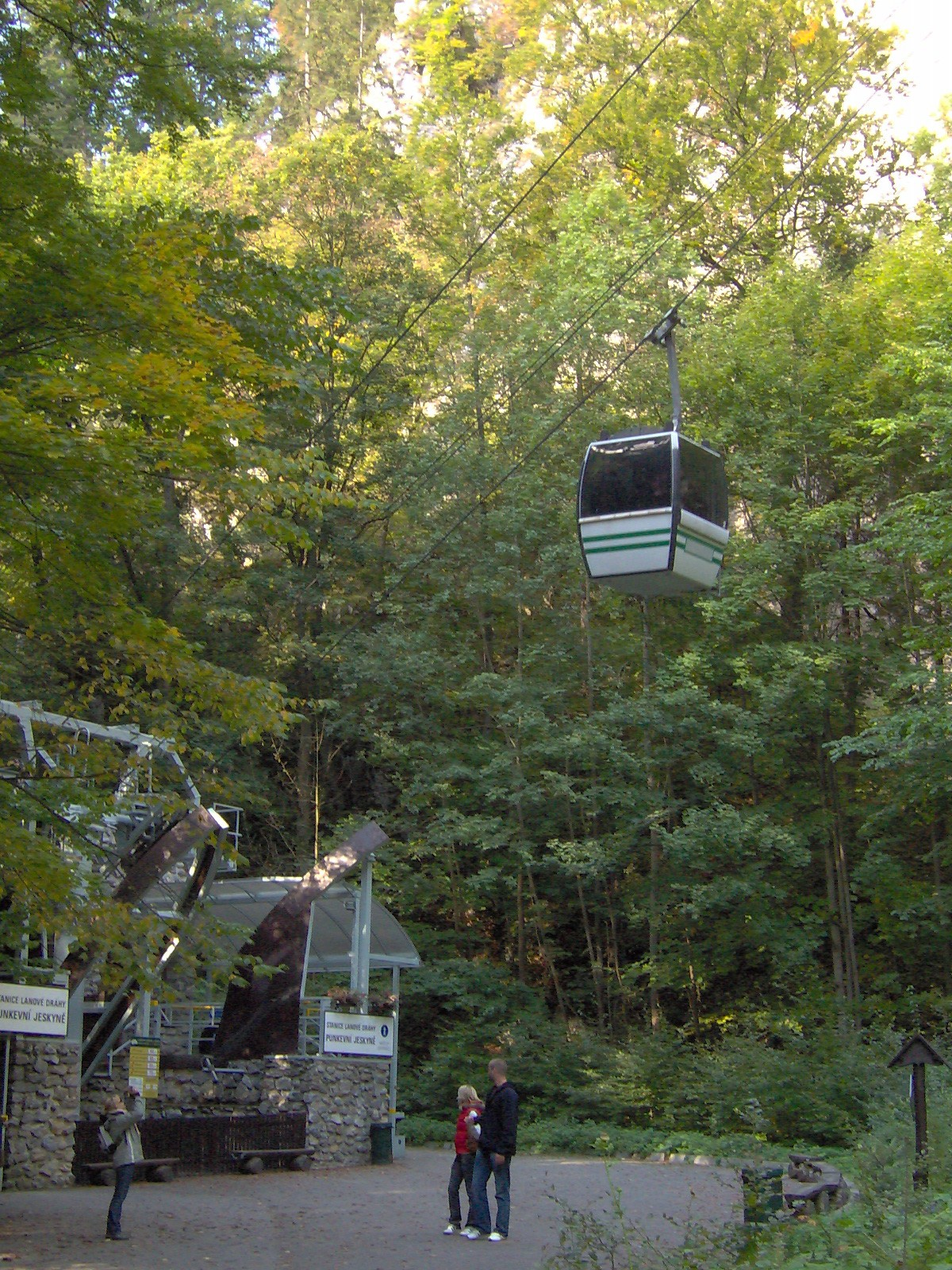
Einfahrt in die Talstation
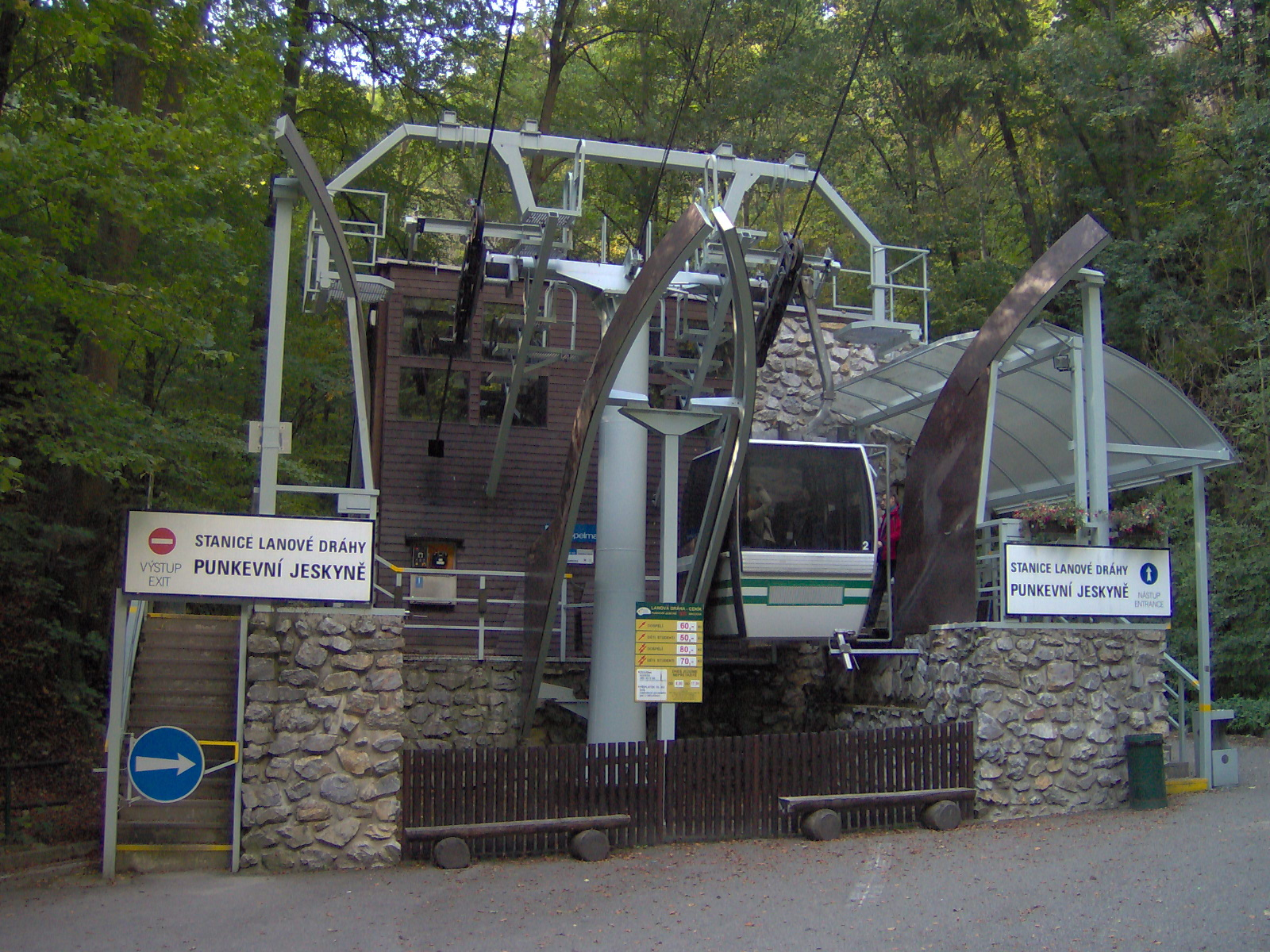
Talstation